# Zambia na Letnich Igrzyskach Olimpijskich 1988
Zambię na XXIV Letnich Igrzyskach Olimpijskich w Seulu reprezentowało 29 sportowców (29 mężczyzn) w 3 dyscyplinach.
Był to szósty (w tym raz jako Rodezja Północna) start Zambii na letnich igrzyskach olimpijskich.

## Reprezentanci

### Boks
- waga lekka musza (do 48 kg): Thomas Chisenga – odpadł w 1/8 finału
  - pierwsza runda (1/32 finału): wolny los
  - druga runda (1/16 finału): wygrana 4:1 z Liu Hsin-hung (TPE)
  - trzecia runda (1/8 finału): porażka 0:5 z Mahjoubem Mjirichem (MAR)
- waga musza (do 51 kg): Joseph Chongo – odpadł w 1/16 finału
  - pierwsza runda (1/32 finału): wolny los
  - druga runda (1/16 finału): przegrana 5:0 z Manojem Pingale (IND)
- waga kogucia (do 54 kg): Justin Chikwanda – odpadł w 1/8 finału
  - pierwsza runda (1/32 finału): wygrana z Thomasem Stephensem (LBR)
  - druga runda (1/16 finału): wygrana z Moumouni Siuley'em (NIG)
  - trzecia runda (1/8 finału): przegrana z 3:2 z Katsuyuki Matsushimą (JPN)
- waga piórkowa (do 57 kg): Patrick Mwamba – odpadł w 1/32 finału
  - pierwsza runda (1/32 finału): przegrana 4:1 z Estebanem Floresem (PUR)
- waga lekka (do 60 kg): Lameck Mbao – odpadł w 1/32 finału
  - pierwsza runda: przegrana z Azzedinem Saïd (ALG)
- waga lekkopółśrednia (do 63,5 kg): Antony Mwamba
  - pierwsza runda (1/32 finału): wygrana 5:0 z Kunihiro Miurą (JPN)
  - druga runda (1/16 finału): wygrana z Anoumou'em Aguiarem (TOG)
  - trzecia runda (1/8 finału): wygrana z Lytonem Mphande (MAW)
  - ćwierćfinał: przegrana 5:0 z Vyacheslavem Yanovsky'm (URS)
- waga półśrednia (do 67 kg): Dimus Chisala – odpadł w 1/8 finału
  - pierwsza runda (1/32 finału): wygrana z Wanderley'em Oliveirą (BRA)
  - druga runda (1/16 finału): wygrana z Vladimirem Yereshchenką (URS)
  - trzecia runda (1/8 finału): przegrana 5:0 z Jonim Nymanem (FIN)

### Lekkoatletyka
- bieg na 400 metrów mężczyzn:
  - Jonathan Chipalo – odpadł w eliminacjach
    - eliminacje: 48.97 sek.

  - Douglas Kalembo – odpadł w eliminacjach
    - eliminacje: 47.44 sek.

  - Enock Musonda – odpadł w eliminacjach
    - eliminacje: 49.21 sek.
- sztafeta 4x400 metrów mężczyzn: Douglas Kalembo, Enock Musonda, Jonathan Chipalo, Samuel Matete – odpadli w eliminacjach
  - eliminacje: 3:11.35 min.
- bieg na 400 metrów przez płotki mężczyzn: Samuel Matete – odpadł w eliminacjach
  - eliminacje: 51.06 sek.

### Piłka nożna
- Piłka nożna drużyna męska:

David Chabala, Edmond Mumba, Samuel Chomba, James Chitalu, Derby Makinka, Johnson Bwalya, Charles Musonda, Beston Chambeshi, Webster Chikabala, Lucky Msiska, Kalusha Bwalya, Manfred Chabinga, Ashols Melu, Richard Mwanza, Pearson Mwanza, Wisdom Chansa, Stone Nyirenda, Eston Mulenga
Trener: Samuel Ndhlovu
- Faza grupowa (grupa B):
  - Zambia – Irak 2:2
  - Zambia – Włochy 4:0
  - Zambia – Gwatemala 4:0
- Ćwierćfinał:
  - Zambia – RFN 0:4